# St. Ignatius von Loyola (Schweineberg)
St. Ignatius von Loyola ist eine Kapelle im Ofterschwanger Ortsteil Schweineberg.

## Geschichte und Beschreibung
Die heutige Kapelle stammt aus dem 20. Jahrhundert; ein Vorgängerbau wurde 1707 errichtet und 1978 abgerissen. Diese erste Kapelle in Schweineberg befand sich direkt an der Nordseite des Gebäudes Nr. 11 in Schweineberg und damit unmittelbar an der Ortsdurchfahrt, was zu erheblichen Bauschäden und schließlich zur Beseitigung des dreiseitig geschlossenen Bauwerks mit zwei Stichbogenfensterachsen und Querovalfensterchen an den Schrägseiten führte. Eine bildliche Darstellung mit Text aus dem Jahr 1672 zeugt von der Erbauung dieser Kapelle: Hans Stadler und Matheis Hartmann, so ist dort zu lesen, unterhielten sich 1672 über den Bau einer Kapelle. Stadler besaß ein passendes Grundstück, wollte dieses jedoch nicht hergeben, weil darauf ein fruchtbarer Birnbaum stand. Nachdem er geäußert hatte, dass er bereit wäre, sich zwecks Kapellenbau von diesem Grundstück zu trennen, wenn nur der Baum nicht dort stünde, starb der Birnbaum innerhalb von 30 Wochen ab; seine Überreste konnten von zwei Personen „samt der Wenz“ aus dem Boden gezogen werden. Die Folge: „So haben wir auf diese wunderliche Fügung Gottes zu Ehren der himmel Königin auf dem Ho Ignati alda eine Kappele auferbauen. Anno 1707“. Auf dem Bild ist das Bauernpaar, das den Baum aus dem Boden zieht, dargestellt. In den Wolken über dieser Szene befinden sich Maria und Ignatius von Loyola.
Schon um die Mitte des 20. Jahrhunderts wurde über den Bau einer neuen Kapelle diskutiert, da die alte nicht nur unter den Erschütterungen, die der Durchgangsverkehr erzeugte, litt, sondern auch unter den Dachlawinen, die vom Nachbargebäude stürzten. 1976 wurde sie baupolizeilich gesperrt. 1977 konnte ein passendes Grundstück erworben werden, auf dem bis 1979 die neue Kapelle errichtet wurde. Diese wurde am 2. Dezember 1979 von Weihbischof Rudolf Schmidt eingeweiht. Altar, Ambo und Priestersitz fehlten damals noch, so dass erst am 23. Juli 1982 durch Bischof Josef Stimpfle die Altarweihe vorgenommen werden konnte. Anlässlich dieser Weihe wurden in den Altar Reliquien des Johannes Nepomuk, der Kreszentia von Kaufbeuren und des Franz von Sales eingesetzt. Eine Marienstatue aus der Zeit um 1700 schmückt die Kapelle, die der Ofterschwanger Bürgermeister Hans Bader einst als „optischen und geistlichen Mittelpunkt des Ortes“ bezeichnete.
In der Kapelle hängen Gedenktafeln für Schweineberger Bürger, die im Ersten bzw. Zweiten Weltkrieg gefallen oder vermisst sind.
Vollmer produzierte eine H0-Version der Kapelle in Schweineberg für Modelleisenbahner.